# Urecoa
Urecoa je rijeka u Venezueli. Pritoka je rijeke Caño Manamo, i pripada porječju rijeke Orinoco.